# Sega Sports R&D
Sega Sports R&D (también conocido como Sega Sports Japan) es una división japonesa de desarrollo de videojuegos de Sega. El estudio es responsable de la creación y producción de la serie Let's Make a, 90 Minutes, Sega Worldwide Soccer, Virtua Pro Football y Mario & Sonic en los Juegos Olímpicos.

## Historia

### AM6 (1994-1998)
Inicialmente fundada a mediados de 1994 como parte del Departamento de I+D de Consumer Software, Team Andrómeda se convirtió en un equipo de desarrollo interno independiente cuando el primer software de Sega Saturn estaba entrando en desarrollo. El nombre proviene de Andrómeda, el código utilizado para hacer sus juegos. El grupo produjo tres títulos de Panzer Dragoon y, tras el lanzamiento de su último juego, Panzer Dragoon Saga en 1998, fue disuelto. Diferentes equipos de la misma división fueron responsables de la serie Let's Make a y de la serie Sega Worldwide Soccer.
Después de la reestructuración, muchos de los miembros del grupo se unieron a los equipos de desarrollo de Smilebit y United Game Artists de Sega. El antiguo equipo de Andrómeda también ha desarrollado videojuegos en otros estudios, incluyendo Polyphony Digital, Artoon, feelplus y Land Ho!

### Smilebit (1998-2004)
Los miembros clave del equipo de Andrómeda fueron incorporados al nuevo estudio de Sega Smilebit Corp, que creó títulos como Jet Set Radio, Panzer Dragoon Orta y GunValkyrie. El 1 de julio de 2004, las subsidiarias de Sega, Wow Entertainment, Amusement Vision, Hitmaker, Smilebit, Sega Rosso y United Game Artists se reintegraron a Sega después de la fusión entre Sega y Sammy en 2005, y se formó una compañía holding (Sega Sammy Holdings). Las filiales dejaron de existir y se les cambió el nombre. 

### Sega Sports Japan (2004-presente)
A partir de ese momento, la división se limitó a los títulos deportivos, añadiendo la serie Mario & Sonic at the Olympic Games. El departamento responsable de los títulos no deportivos, pasó a formar parte de Amusement Vision bajo la dirección de Toshihiro Nagoshi.

## Juegos desarrollados
como AM6
- Panzer Dragoon (1995)
- Panzer Dragoon Zwei (1996)
- Panzer Dragoon Saga (1998)
- Serie Let's Make a
- Serie Sega Worldwide Soccer

como Smilebit
- Jet Set Radio (2000)
- Hundred Swords (2001)[2]
- Jet Set Radio Future (2002)
- GunValkyrie (2002)
- Panzer Dragoon Orta (2002)
- Serie Let's Make a
- 90 Minutes

como Sega Sports Japan
- Serie Let's Make a
- Virtua Pro Football (2006)
- Mario & Sonic en los Juegos Olímpicos (2007)
- Mario & Sonic en los Juegos Olímpicos de Invierno (2009)
- Mario & Sonic en los Juegos Olímpicos de Londres 2012 (2011)[3]
- Mario & Sonic en los Juegos Olímpicos de Invierno de Sochi (2013)[4]
- Mario & Sonic en los Juegos Olímpicos Rio 2016 (2016)